# Лесные Крышки
Лесны́е Крышки́ (чув. Вӑрман Кӑршка) — деревня в Цивильском районе Чувашской Республики. Входит в состав Конарского сельского поселения.

## География
Находится в северной части Чувашии на расстоянии приблизительно 17 км на восток по прямой от районного центра города Цивильск.

## История
Известна с 1795 года, когда в ней (тогда выселок села Воскресенское, ныне село Бичурино) было 15 дворов. В 1858 году было учтено 120 жителей, 1897 −200 жителей, 1926 — 45 дворов, 217 жителей, 1939—211, 1979—110. В 2002 году было 10 дворов, 2010 — 2 домохозяйства. В период коллективизации был образован колхоз «Боевик».

## Население
Постоянное население составляло 16 человек (чуваши 94 %) в 2002 году, 3 в 2010.